# Ivan Skobrev
Ivan Aleksandrovitch Skobrev, (en russe : Иван Александрович Скобрев — Ivan Aleksandrovič Skobrev) né le 8 février 1983 à Khabarovsk, est un patineur de vitesse russe.

## Palmarès
- Jeux olympiques
  -  Médaille d'argent sur 10 000 m aux Jeux olympiques d'hiver de 2010 de Vancouver
  -  Médaille de bronze sur 5000 m aux Jeux olympiques d'hiver de 2010 de Vancouver
- Championnats du monde toutes épreuves
  -  Médaille d'or à Calgary en 2011.
- Championnats du monde simple distance
  -  Médaille de bronze en poursuite à Salt Lake City en 2007
  -  Médaille de bronze sur 5000 m à Inzell en 2011
  -  Médaille de bronze sur 10000 m à Inzell en 2011
  -  Médaille d'argent sur 1500 m à Heerenveen en 2012
  -  Médaille de bronze en poursuite à Heerenveen en 2012
  -  Médaille de bronze sur 1500 m à Sotchi en 2013
  -  Médaille de bronze sur 5000 m à Sotchi en 2013